# Lunden
Lunden é um município da Alemanha localizado no distrito de Dithmarschen, estado da Schleswig-Holstein. Pertence ao Amt de Kirchspielslandgemeinde Eider.